# Korolki
Korolki (en rus: Корольки) és un poble de la República de Komi, a Rússia, segons el cens del 2010 tenia 94 habitants.